# Массов, Александр Яковлевич
Массов, Александр Яковлевич (род. 7 марта 1950[…], Ленинград[…]) — российский историк, доктор исторических наук, профессор, специалист в области истории Австралии, российско-австралийских связей и истории стран Южно-тихоокеанского региона. С 1998 по 2022 заведующий кафедрой истории и культурологии Санкт-Петербургского государственного морского технического университета. Член редакционной коллегии журнала «Вестник Санкт-Петербургского государственного университета технологии и дизайна. Серия 2: Искусствоведение. Филологические науки».

## Биография
Александр Яковлевич Массов родился 7 марта 1950 года в Ленинграде в семье инженера и учительницы истории средней школы. Получил высшее образование на историческом факультете Ленинградского государственного университета (ныне СПбГУ), который окончил с отличием в 1972 году. В 1972—1975 гг. обучался в аспирантуре ЛГУ, по окончании которой защитил диссертацию на соискание учёной степени кандидата исторических наук по теме «Колониальная экспансия Австралии в Новой Гвинее в 1884—1941 гг.». В 1995 году защитил в СПбГУ диссертацию на соискание учёной степени доктора исторических наук по теме «Становление и развитие русско-австралийских связей (1807—1901 гг.)».

## Научная и педагогическая деятельность
С 1976 года работает в Санкт-Петербургском государственном морском техническом университете (до 1990 года — Ленинградский кораблестроительный институт), где прошёл путь от ассистента до профессора и заведующего кафедрой. Одним из первых в отечественной исторической науке обратился к изучению контактов и связей России и Австралии и их воздействия на развитие австралийского общества XIX — начала ХХ вв..
В сферу научных интересов А. Я. Массова входит:
- история российско-австралийских отношений в колониальный период австралийской истории;
- изучение русской диаспоры в Австралии;
- исторические и историко-географические аспекты плаваний кораблей российского императорского флота в южной части Тихого океана;
- исследовательская и общественная деятельность Н. Н. Миклухо-Маклая в Австралии и Океании.

Является автором более 370 научных и учебно-методических работ, опубликованных в России и Австралии. Среди них 2 персональных и соавторство в 11 коллективных монографиях. В 1990-е гг. входил в состав авторского коллектива по подготовке шеститомного собрания сочинений Н. Н. Миклухо-Маклая. А. Я. Массов выступил также в качестве одного из составителей сборников документальных материалов о посещении Австралии русскими моряками и путешественниками и публикатора архивных документов о деятельности российских консулов в Австралии в XIX — начале XX вв. Значительное число из обнаруженных и затем опубликованных в этих сборниках документов было впервые введено в научный оборот.
В 2021 г. участвовал в создании Всероссийской ассоциации исследователей Южно-тихоокеанского региона и занял пост председателя ее Научно-экспертного совета.

## Основные публикации

### Монографии
- Массов А. Я. Андреевский флаг под Южным крестом. (Из истории русско-австралийских связей первой трети ХIХ века). — СПб.: СПбГМТУ, 1995. — 127 с. — ISBN 5-88303-016-5.
- Массов А. Я. Россия и Австралия во второй половине ХIХ века. — СПб.: СПбГМТУ, 1998. — 239 с. — ISBN 5-88303-113-7.
- Encounters under the Southern Cross: Two Centuries of Russian-Australian Relations, 1807-2007 (англ.) / ed. by Alexander Massov, John McNair and Thomas Poole. — Adelaide: Crawford House, 2007. — 419 p. — ISBN 978-1-8633-323-8.
- Россия и Океания. Исследования и путешествия россиян в XIX–XXI вв. / отв. ред. Н. Н. Миклухо-Маклай-мл.. — СПб.: Фонд им. Миклухо-Маклая, 2020. — 116 с. — ISBN 978-5-89282-956-4.
- Южно-Тихоокеанский регион в прошлом и настоящем. Т. 2 / отв. ред. и сост. Д. С. Панарина. — М.: ИВ РАН, 2021. — 383 с. — ISBN 978-5-907543-02-7.

### Публикации документальных материалов
- Российские моряки и путешественники в Австралии / сост. Е. В. Говор, А. Я. Массов. — М.: Восточная литература, 2007. — 380 с. — ISBN 978-5-02-036316-8.
- Российская консульская служба в Австралии, 1857–1917 гг. / сост. и авт. ввод. ст. и коммент. А. Я. Массов и М. Поллард. — М.: Международные отношения, 2014. — 345 с. — ISBN 978-5-7133-1458-3.
- Windle K., Govor E.V., Massov A. J. From St Petersburg to Port Jackson. Russian Travellers' Tales of Australia, 1807-1912 (англ.). — Melbourne: Australian scholarly, 2016. — 291 p. — ISBN 978-1-925333-64-0.
- A New Rival State? Australia in Tsarist Diplomatic Communications (англ.) / ed. by Alexander Massov, Marina Pollard and Kevin Windle. — Canberra: Australian National University press, 2018. — 353 p. — ISBN 978-1-76046228-4. — doi:10.22459/NRS.10.2018.

### Избранные статьи
- Массов А. Я. Переписка Н.Н.Миклухо-Маклая с министром иностранных дел России Н.К.Гирсом о военных приготовлениях и политической ситуации в Австралии и Океании // Страны и народы Востока. — СПб.: Петербургское востоковедение, 1994. — Вып. XXVIII. — С. 204—223.
- Массов А. Я. «Русская угроза» как фактор внутриполитического развития английских переселенческих колоний в Австралии во второй половине ХIХ века // Клио. — 1997. — № 2. — С. 19—24.
- Массов А. Я. Русские источники по истории Австралии второй половины XIX в. // Восток. — 2002. — № 6. — С. 151—161.
- Massov A. The Visit of the Russian Sloop Neva to Sydney in 1807: 200 Years of Russian-Australian Contacts (англ.) // Australian Slavonic and East European Studies. — 2006. — Vol. 20, no. 1—2. — P. 203—214.
- Massov A. Lachlan Macquarie in Russia (англ.) // Australian Slavonic and East European Studies. — 2008. — Vol. 22, no. 1—2.
- Массов А. Я. Деятельность русских консулов в Австралии по защите интересов российских подданных и иммигрантов (1857-1917 гг.) // Ойкумена. Регионоведческие исследования. — 2011. — № 1(16). — С. 33—42.
- Массов А. Я. Неизвестный автограф Н.Н.Миклухо-Маклая // Этнографическое обозрение. — 2013. — № 4. — С. 111—117.
- Каневская Г. И., Массов А. Я. Австралийская историография русской иммиграции пятого континента // Берега. Информационно-аналитический сборник о русском зарубежье. — СПб.: ИКЦ «Русская эмиграция», 2017. — Вып. 21. — С. 5—12.
- Массов А. Я. Образование Всероссийской Ассоциации исследователей Южно-тихо-океанского региона и перспективы изучения Южной Пацифики // Клио. — 2021. — № 7(175). — С. 145–151.
- Массов А. Я. «Бунты Красного флага» в Брисбене» в 1919 г.: взрыв социальных противоречий или межнациональные столкновения? // Нансеновские чтения 2020. — СПб.: Северная звезда, 2022. — С. 41—53.
- Массов А. Я. А.П. Шабельский – русский исследователь Австралии // Россия и АТР. — 2023. — № 1. — С. 24—37. — doi:10.24412/10268804-2023-124-37.

### Учебно-методические издания
- Вопросы всеобщей истории ХХ века в курсе истории отечества. Учебное пособие / отв. ред. А. Я. Массов. — СПб.: ИМИСП, 2002. — 156 с. — ISBN 5-8447-0018-X.
- Германчук В. П., Массов А. Я. История Великих географических открытий. Учебное пособие / отв. ред. В. Ф. Финогенов. — СПб.: СПбГМТУ, 2002. — 52 с.
- История науки и техники. Учебное пособие / под общ. ред. А. Я. Массова. — СПб.: СПбГМТУ, 2008. — 188 с. — ISBN 978-5-88303-432-8.
- Актуальные вопросы истории Великой отечественной войны. Битва за Ленинград / отв. ред. А. Я. Массов. — СПб.: СПбГМТУ, 2020. — 104 с.
- Когда Россия молодая мужала с гением Петра. Учебное пособие / отв. ред. А. Я. Массов. — СПб.: СПбГМТУ, 2022. — 104 с.

## Награды и звания
- почётный работник высшего профессионального образования Российской Федерации (16 июля 2013).